# José Luis Salcedo Bastardo
José Luis Salcedo Bastardo (Carúpano, 15 de marzo de 1926 - Caracas, 16 de febrero de 2005) fue un historiador y diplomático venezolano.

## Biografía
Salcedo Bastardo obtuvo el título de Doctor en Ciencias Políticas de la Universidad Central de Venezuela. Fue además profesor de sociología, fundador de la Cátedra de Pensamiento Social del Libertador y vicerrector de su alma mater Universidad Central de Venezuela. Fue Rector y fundador de la Universidad Santa María en Caracas. Desempeñó importantes funciones públicas, siendo elegido Senador por su natal estado Sucre (1959-1964) y designado embajador de Venezuela en Ecuador, Brasil, Francia, Reino Unido y la extinta República Democrática Alemana. 
Fue miembro de la Academia Venezolana de la Lengua (Sillón V) e individuo de número de la Academia Nacional de la Historia (Sillón F). Ejerció como Secretario General de la Presidencia de la República y llegó a ser Ministro en diferentes ocasiones. Fue presidente del Instituto Nacional de Cultura y Bellas Artes (INCIBA) y presidente del Comité Ejecutivo del Bicentenario del Natalicio de Libertador Simón Bolívar. 
Es autor del libro Historia Fundamental de Venezuela y entre su bibliografía se encuentran trabajos sobre Simón Bolívar, destacándose Bolívar: un continente y un destino. Por esta última obra ganó el Premio Continental de la Organización de los Estados Americanos (O.E.A.) (1972) y el Premio Nacional de Literatura de Venezuela (1973), y fue traducida al francés, inglés, vasco, alemán y sueco. 
Este historiador en su libro Un hombre diáfano se define como un convencido trabajador por la solidaridad latinoamericana y un verdadero amigo de los niños. Murió en el año 2005 a los 78 años de edad.

## Obra
- José Luis Salcedo Bastardo. “Visión y Revisión de Bolívar”. Caracas – Venezuela, Ministerio de Educación, 1960.
- José Luis Salcedo Bastardo. “La Compañía Guipuzcoana y la unidad Nacional”. Revista El Farol. 31(233):42-47. 1970.
- José Luis Salcedo Bastardo. “Bolívar: un continente y un destino”. Caracas – Venezuela Ediciones de la Presidencia de la República. 1972.
- José Luis Salcedo Bastardo. “El primer deber Caracas. Universidad Simón Bolívar, Editorial Equinoccio, 1973.
- José Luis Salcedo Bastardo. “Historia fundamental de Venezuela”. Caracas – Venezuela Fundación Gran Mariscal de Ayacucho. 1977.
- José Luis Salcedo Bastardo. “Un hombre diáfano Bolívar”. Caracas – Venezuela. Cultural Venezolana, S.A. 1977.
- José Luis Salcedo Bastardo. “Crisol de Americanismo, la casa de Miranda en Londres” Caracas – Venezuela. Cuadernos Lagoven, Lagoven S. A. filial de Petróleos de Venezuela. Impreso por Cromotip Venezuela 1980.
- José Luis Salcedo Bastardo. “Miranda 1781-1981, doscientos años de trabajo por la Libertad y por América”. Caracas – Venezuela. Italgráfica, S.R.L, 1981.
- José Luis Salcedo Bastardo. Andrés Bello americano, y otras luces sobre la independencia. Caracas – Venezuela Academia Nacional de la Historia, 1982.
- José Luis Salcedo Bastardo. “Latinoamérica razón y meta”. En: Libro del Bicentenario del Libertador. GeoMundo Bolívar”. pp:51-66. 1983.
- José Luis Salcedo Bastardo. “Autovisiones de Bolívar”. Revista de Occidente, ISSN 0034-8635, N.º 30-31, 1983.
- José Luis Salcedo Bastardo. “El Juramento del Monte Sacro”. Revista de Temas Militares. 77-95. 1988.